# 生物银行
生物银行是一种生物样本库，用来存储用于研究的细胞、血液、组织等生物样本。
生物银行最早起源于1949年美国海军样本库的建设，1987年美国建立了国家肿瘤生物样本库(Cooperation Human Tissue Network, CHTN)，20世纪末以来先后产生了国际生物和环境资源库协会(International Society for Biological and Environmental Repositories, ISBER)、泛欧洲生物样本库与生物分子资源研究平台(Biobanking and Biomolecular Resources Research Infrastructure, BBMRI)、中东和非洲生物银行学会(EMEA Society for Biological Bank, ESBB)、英国生物银行(UK Biobank)、卢森堡联合生物样本库(Integrated BioBank of Luxembourg, IBBL)及卡罗林斯卡医学院样本库(KI Biobank)等生物银行。